# Trollflöjten
Trollflöjten, Brasil: A Flauta Mágica , é um filme sueco de 1975 dirigido por Ingmar Bergman baseado na ópera Die Zauberflöte de Mozart.
O filme faz parte da lista dos 1000 melhores filmes de todos os tempos do The New York Times.

## Ligações Externas
A Flauta Mágica. no IMDb. 